# Predrag Nikolić
Predrag Nikolić (nascut l'11 de setembre de 1960 a Bosanski Šamac, República Federal Socialista de Iugoslàvia), és un jugador d'escacs bosnià, que té el títol de Gran Mestre des de 1983.
A la llista d'Elo de la FIDE del desembre de 2021, hi tenia un Elo de 2541 punts, cosa que en feia el jugador número 4 (en actiu) de Bòsnia i Hercegovina. El seu màxim Elo va ser de 2676 punts, a la llista d'octubre de 2004 (posició 29 al rànquing mundial).

## Resultats destacats en competició
Va competir per primera vegada al Campionat de Iugoslàvia el 1979, compartint la segona posició. L'any següent, el 1980, es proclamà campió de Iugoslàvia, una fita que assolí posteriorment per segon cop el 1984. Les seves grans actuacions l'any 1982 a Sarajevo (tercer) i a Sotxi (segon rere Mikhaïl Tal), li varen valer el títol de Gran Mestre amb el qual fou guardonat el 1983.
Va guanyar també els torneigs de Sarajevo el 1983, Novi Sad el 1984 i Reykjavík el 1986, any en què també va compartir la segona plaça per darrere de Nigel Short a Wijk aan Zee. Guanyà novament a Sarajevo el 1987, i al Torneig Interzonal de Zagreb, no es va classificar per poc per al Torneig de Candidats (compartint la quarta plaça per darrere de Víktor Kortxnoi, Jaan Ehlvest i Yasser Seirawan).
El 1989, va guanyar el Torneig Corus d'escacs a Wijk aan Zee (empatat a punts amb Viswanathan Anand, Zoltan Ribli i Gyula Sax) i va ocupar la primera plaça al Memorial Milan Vidmar de Portorož/Ljubljana (un resultat que repetiria posteriorment el 1991, per damunt de Ievgueni Baréiev i d'Aleksandr Khalifman, entre d'altres). Al Torneig Interzonal de Manila de 1990, hi va compartir la quarta plaça, però aquesta vegada es va classificar per al Torneig de Candidats de 1991. En els setzens de final es va enfrontar amb Borís Guélfand, i fou eliminat en el desempat a ràpides, després d'haver empatat el matx 4-4. Després, va viatjar a São Paulo per disputar un matx contra Henrique Mecking i va obtenir la victòria per 3.5-2.5. Una victòria al torneig de Bled va completar un gran 1990 per a Nikolic.
Mentre jugava el torneig de Buenos Aires de 1992 (on hi fou segon), va esclatar la guerra civil a Bòsnia i durant un temps es va mudar als Països Baixos, juntament amb el bosnià Ivan Sokolov. Allà establert, obtingué noves victòries en torneigs importants, primer al Torneig Hoogovens de Wijk aan Zee el 1994, on hi obtingué una espectacular victòria amb un punt i mig d'avantatge sobre el segon classificat, Serguei Tiviàkov), i en dues ocasions al Campionat dels Països Baixos, els anys 1997 (empatat amb Jan Timman però guanyant el desempat) i 1999. El 2004, assolí un gran èxit internacional en empatar amb Vasil Ivantxuk a la primera posició del Campionat d'Europa d'escacs individual, jugat a Antalya, tot i que va perdre el desempat pel títol.
A finals de 2005, va participar en la Copa del món de 2005 a Khanti-Mansisk, un torneig classificatori per al cicle del Campionat del món de 2007, on tingué una mala actuació i fou eliminat en segona ronda per Vladímir Malakhov.
Posteriorment, va tornar a Bòsnia-Hercegovina; el 2007 va guanyar el Campionat de Bòsnia per davant de Borki Predojević.
El 2015 es proclamà Campió del món sènior, en la categoria de més grans de 50 anys, a Acqui Terme. El 2017 fou 4t al 47è Torneig Internacional de Bòsnia a Sarajevo (el campió fou Anton Démtxenko).

## Participació en competicions per equips
Entre 1980 i 2002 Nikolic ha participat continuadament, amb l'excepció de 1982, a les Olimpíades d'escacs, representant primer Iugoslàvia i després Bòsnia i Hercegovina. A les olimpíades, hi ha guanyat una medalla de plata i una de bronze per equips, i una d'or individual (les dues darreres, a l'Olimpíada de Malta de 1980. També va participar regularment en el Campionat d'Europa d'escacs per equips, on el 1983 hi va guanyar la medalla d'argent per equips i la medalla d'or individual. El 1989, va participar amb l'equip iugoslau al Campionat del món d'escacs per equips celebrat a Lucerna, on va guanyar la medalla d'argent per la seva actuació individual al segon tauler, amb 6/9 punts (Iugoslàvia obtingué la medalla d'argent per equips, rere la Unió Soviètica).
En Nikolic ha jugat durant molts anys a la Bundesliga per al club SG Aljechin Solingen. A principis de la temporada 2006-07, era el jugador amb millor classificació de l'equip i va ser segon tauler per darrere d'Artur Iussúpov.

## Partides notables
- Predrag Nikolic vs Georgy Timoshenko, GMA-qual f 1990, King's Indian Defense: Fianchetto Variation, Immediate Fianchetto (E60), 1-0
- Predrag Nikolic vs Jeroen Piket, Corus 2000, Queen's Gambit Declined: Orthodox Defense, Rubinstein Variation Flohr Line (D62), 1-0
- Mikhail Krasenkow vs Predrag Nikolic, Bled Olympiad 2002, Slav Defense: Winawer Countergambit (D10), 0-1
- Predrag Nikolic vs David Navara, FIDE World Cup 2005, Benoni Defense: Fianchetto Variation, Hastings Defense (A63), 1-0